# Chen Saijuan
Chen Saijuan (en chino simplificado, 陈赛娟 21 de mayo de 1951 (73 años) también conocida como Sai-Juan Chen, es una hematóloga y bióloga molecular china. Ha desarrollado actividades científicas con foco en citogenética de la leucemia. Es profesora y directora del Laboratorio Estatal de Genómica Médica en Escuela de Medicina de la Universidad Shanghái Jiao Tong, directora del Instituto de Hematología de Shanghái, y vicepresidenta de la Asociación Médica de China. Es académica de la Academia China de Ingeniería, Academia Mundial de Ciencias, y asociada extranjera de la Académie Nationale de Médecine francesa, y del Real Colegio de Médicos del RU. Ha realizado importantes descubrimientos en la patogenia de la leucemia; y, ha desarrollado terapias para tratar la leucemia promielocítica aguda (APL) y otros tipos de leucemia.

## Biografía
Chen nació en mayo de 1951, en Distrito Yinzhou, Ningbo, Zhejiang, China. Durante las primeras etapas de la Revolución Cultural, fue forzada a salir de la escuela trabajando en una fábrica textil a los 17 años. En 1972, fue capaz de entrar a la Facultad segunda de Medicina de Shanghái, y tras graduarse en 1975, trabajó en el Hospital Ruijin.
Cuando se reanudó la investigación de posgrado, después de la Revolución Cultural, Chen fue aceptada en 1978, por el reconocido hematólogo Wang Zhenyi como su alumna de doctorando. Otro estudiante que Wang aceptó al mismo tiempo, fue Chen Zhu, su futuro esposo.
En 1981, Chen Saijuan obtuvo su maestría en la Facultad segunda de Medicina de Shanghái. Y, en marzo de 1983, se casó con Chen Zhu, y la pareja se fue al extranjero para estudiar en Francia, él en 1984 y ella en 1986.. En 1989, obtuvo su D.Sc. por la Universidad de París VII Denis Diderot.
Después de regresar a China, se convirtió en profesora en la Facultad segunda de Medicina de Shanghái, que luego se fusionó en la Universidad Jiao Tong de Shanghái para convertirse en su Escuela de Medicina. Actualmente es Directora del Laboratorio Estatal de Genómica Médica, de la Facultad de Medicina de la Universidad Jiao Tong de Shanghái, Directora del Instituto de Hematología de Shanghái y Vicepresidenta de la Asociación Médica de China.

## Contribuciones científicas
Las investigaciones de Chen, se centran en genética molecular y especialmente en citogenética de la leucemia, y ha hecho importantes descubrimientos sobre patogénesis y terapia de la leucemia a nivel celular y molecular. Y, clonó el m-BCR (región de agrupamiento de punto de ruptura menor) del gen BCR y descubrió un nuevo tipo de APL (acrónimo en inglés de leucemia promielocítica aguda) y nuevas "translocaciones cromosómicas no aleatorias" de la leucemia. Basándose en sus descubrimientos, desarrolló una nueva terapia, que convirtió a la APL previamente fatal en una enfermedad altamente curable, y avanzó hacia la curación de otros tipos de leucemia. Ha publicado más de 300 artículos de investigación en revistas revisadas por pares.

## Honores y reconocimientos
En 2003, por sus contribuciones a la investigación médica, Chen fue elegida académica de la Academia China de Ingeniería; y, en 2007 de la Academia Mundial de Ciencias (TWAS. También fue elegida asociada extranjera de la Académie Nationale de Médecine francesa, y de  Real Colegio de Médicos del RU.
Chen ha ganado numerosos premios, incluyendo:
- 2001: Premio de la Fundación Ho Leung Ho Lee para Ciencias Médicas y Materia Médica,
- 2001: Premio Nacional de Ciencias Naturales, Segunda Clase,
- 2005: "Las diez mejores mujeres élites de China".[4][9]

### Membresías políticas
- Elegida para las 10.ª y 11.ª Asamblea Popular Nacional de China.[9]

## Familia
El esposo de Chen Saijuan, Chen Zhu, también es un reconocido hematólogo que se ha desempeñado como Ministro de Salud; y presidente de la Sociedad Cruz Roja de China. Tienen un hijo Chen Shuo (陈硕), estudiante de medicina.